# جایزه پیشگامان رایانه
جایزه پیشگامان رایانه (به انگلیسی: Computer Pioneer Award) در سال ۱۹۸۱ توسط هیئت مدیره انجمن رایانه‌ای IEEE برای شناسایی و ارج نهادن به چشم‌انداز افرادی که تلاش‌هایشان منجر به ایجاد و ادامه حیات صنعت رایانه شد، تأسیس گردید. این جایزه به افراد برجسته ای اهدا می‌شود که سهم اصلی آنها در مفاهیم و توسعه حوزه کامپیوتر حداقل پانزده سال قبل از آن بوده‌است. این قدردانی بر روی مدال نقره‌ای مخصوص انجمن، حک شده‌است.
این جایزه اکنون به «جایزه زنان پیشگام رایانه ENIAC» تغییر نام داده‌است.

## انواع جایزه
این جایزه دو نوع دریافت کننده دارد:
- دریافت‌کنندگان منشور پیشگامان کامپیوتر - در افتتاحیه این جایزه افرادی که قبلاً معیارهای جایزه پیشگامان رایانه را دارند و همچنین جوایز انجمن رایانه‌ای IEEE را قبل از سال ۱۹۸۱ دریافت کرده‌اند.
- دریافت‌کنندگان پیشگامان کامپیوتر - از سال ۱۹۸۱ هر ساله اعطا می‌شود.

## دریافت‌کنندگان منشور پیشگام کامپیوتر
- هوارد اچ. آیکن - محاسبات خودکار در مقیاس بزرگ
- ساموئل N. الکساندر - SEAC
- جین امدال - معماری کامپیوتر در مقیاس بزرگ
- جان باکوس - فرترن
- رابرت اس. بارتون - معماری مبتنی بر زبان
- سی گوردون بل - طراحی کامپیوتر
- فردریک بروکز - Compatible Computer Family System/ IBM 360
- وسلی کلارک - اولین کامپیوتر شخصی
- فرناندو جی کورباتو - اشتراک زمانی
- سیمور آر کری - سیستم‌های کامپیوتری علمی
- ادسخر دیکسترا- کنترل چندبرنامه‌نویسی
- جان پرسپر اکرت - اولین کامپیوتر تمام الکترونیکی: ENIAC
- جی فارستر - اولین حافظه کنونی تصادفی در مقیاس بزرگ
- هرمان اچ. گلدستاین - مشارکت در طراحی اولیه کامپیوتر
- ریچارد دبلیو همینگ - کد تصحیح خطا
- ژان هورنی - فرایند ساخت نیمه هادی مسطح
- گریس ام. هاپر - برنامه‌نویسی خودکار
- Alston S. Householder - آنالیز عددی
- دیوید آ. هافمن - طراحی مدار متوالی
- کنت ای. آیورسن - ای‌پی‌ال (APL)
- تام کیلبرن - طراحی کامپیوتر پیجینگ
- دانلد کنوت - علم الگوریتم‌های کامپیوتر
- هرمان لوکف - مدارهای کامپیوتری الکترونیکی اولیه
- جان ماکلی - اولین کامپیوتر تمام الکترونیکی: ENIAC
- گوردون مور - فناوری تولید مدار مجتمع
- آلن نیوول - کمک به هوش مصنوعی
- رابرت نویس - فناوری تولید مدار مجتمع
- لارنس رابرت - سوئیچینگ بسته
- جورج آر استیبیتز - اولین محاسبات از راه دور
- Shmuel Winograd - کارایی الگوریتم‌های محاسباتی
- موریس ویلکس - ریزبرنامه‌نویسی
- کنراد تسوزه - اولین کامپیوتر کنترل فرایند
- فهرست خارجی دریافت کنندگان منشور پایونیر رایانه را ببینید
- فرایند نامزدی